# Ivan Kobelev
Ivan Kobelev (Russisch: Иван Кобелев) was een Russische kozak die eind 18e eeuw twee reizen maakte naar het gebied van de Tsjoektsjen, de Diomedeseilanden en het Seward-schiereiland.

## Eerste reis
Zijn eerste reis was in 1779. Kobelev vertrok vanuit ostrog Gizjiginsk (het huidige Gizjiga) aan de zee van Ochotsk, stak over naar de Beringzee en volgde de zuidkust van het Tsjoektsjenschiereiland tot haar meest oostelijke punt, Kaap Dezjnjov. Van hieruit bereikte hij per boot de eilanden Imovlin (Ratmanov) en Igellin (Kleine Diomedes) van de Diomedeseilanden.
Van het lokale opperhoofd, die beweerde uit Amerika afkomstig te zijn, hoorde hij van een Russische nederzetting die zich in Alaska zou bevinden, aan een rivier genaamd Cheoeveren (of Kheuveren, waarschijnlijk de rivier die nu als Kuzitrin bekendstaat). Hij wilde daarheen gaan, maar de Tsjoektsjen weigerden hem te laten gaan, naar ze zeiden omdat ze bang waren dat de Russen wraakacties tegen ze zouden ondernemen als Kobelev in Amerika gedood of gevangengenomen zou worden. Het enige dat Kobelev kon doen was het zenden van een brief aan deze 'Russen', waarvan hij vermoedde dat het de afstammelingen van de bemanning van een van de verloren gegane boten van de expeditie van Semjon Dezjnjov waren.

## Tweede reis
Kobelevs tweede expeditie maakte deel uit van die van Joseph Billings. Met Billings reisde hij van Ochotsk naar Gizjiginsk, en vandaaruit trok hij in oktober 1789 noordwaarts naar de Tsjoektsjen. Gedurende negen maanden, van mei 1790 tot maart 1791 leefde hij onder de rendier-Tsjoektsjen in het gebied tussen Koloetsjinbaai en de rivier Tsjaoen. Daarna reisde hij oostwaarts naar Kaap Dezjnjov, waar hij erin slaagde om een overtocht naar Alaska te krijgen, want hij nog steeds hoopte de vermeende Russische nederzetting aan de Cheoeveren te bereiken. Vervolgens voer hij zuidwaarts langs de kust van Alaska. Echter, in de baai waarin de Cheoeveren uitmondde (waarschijnlijk bij het huidige Port Clarence) lag te veel ijs, zodat hij deze en de bijbehorende rivier niet kon opvaren. Derhalve voer hij met de Tsjoektsjen naar Oekiben-eiland (het huidige Kingeiland). Hier ontmoette hij de lokale bevolking, maar ook sommige bewoners van het gebied langs de Cheoeveren. De Tsjoektsjen waren echter niet bereid hetgeen de Eskimo's over hun land vertelden te vertalen.
Via de Diomedeseilanden keerde Kobelev terug naar het Tsjoektsjenschiereiland, en op 4 oktober 1791 ontmoette hij Billings, die juist was begonnen met een reis overland van Kaap Dezjnjov naar de Anadyr. Kobelevs kennis van het gebied, en in het bijzonder van de taal en cultuur van de Tsjoektsjen, waren zeer belangrijk voor Billings' expeditie.
Over Kobelevs verdere leven is weinig bekend. Het schijnt dat hij nog 50 jaar als vertaler vanuit het Tsjoektsjisch werkzaam was, en in 1849 nog in leven was.